# クマネシリ岳
クマネシリ岳（クマネシリだけ）は、北海道の足寄郡足寄町にある標高1,585.9mの山である。山頂には二等三角点「熊根尻」が設置されている。

## 概要
石狩山地東大雪の山で、西クマネシリ岳を主峰とするクマネシリ山塊の一峰である。北海道実測切図には西クマネシリ岳・クマネシリ岳・ピリベツ岳を併せて「クマネシリ」と書かれている。国道241号からはクマネシリ岳の東南側の尾根に形成された長い台地が目立ち、この台地は一部の人からは通称「ギアナ高地」と呼ばれている。
山名の「クマネシリ」はアイヌ語で「物干し棒のような山」という意味であり、「物干し棒のように、上部が平坦な山」を示している。

## 登山
足寄町側の美里別川から登山道が整備されている。ピンテなどの目印はあるが急登である。クマネシリ岳単体よりも西クマネシリ岳やピリベツ岳を併せて登る人が多いが、一部は登山道は未整備でありハイマツの藪漕ぎ箇所などもあるため容易ではない。なお上士幌町の十勝三股から西クマネシリ岳を経て行くルートも存在するが、登山口へ向かうシンノスケ三の沢林道は路面洗堀のため通行止めとなっているため、十勝三股側からはかなり長距離のルートとなる。